# Guido Vanderhulstbrug
De Guido Vanderhulstbrug (Frans: Passerelle Guido Vanderhulst), voorheen Gosseliesbrug (Passerelle Gosselies), is een voetgangers- en fietsbrug in de Heyvaertwijk in de Belgische gemeente Sint-Jans-Molenbeek. De brug loopt over het Kanaal Charleroi-Brussel, verbindt de Mariemontkaai met de Nijverheidskaai en ligt in het verlengde van de Prinsesstraat en de Gosseliesstraat.

## Geschiedenis
De eerste Gosseliesbrug werd in 1944 geopend. Deze was echter te laag, waardoor niet alle schepen konden passeren, en was moeilijk toegankelijk voor fietsers of personen met een beperkte mobiliteit; de brug was enkel bereikbaar via trappen. In maart 2019 werd het eerste deel van de nieuwe, in de hoogte verstelbare voetgangers- en fietsbrug gemonteerd. Dezelfde maand werd ook de bovenbouw gelegd. In oktober 2020 werd de nieuwe brug in gebruik genomen en in februari 2021 waren de werken volledig afgerond.
De brug werd in september 2022 vernoemd naar Guido Vanderhulst, een sleutelfiguur in het verdedigen van het Brusselse cultureel, sociaal en industrieel erfgoed.